# Nai sừng xám lùn
Nai sừng xám Tule (Danh pháp khoa học: Cervus canadensis nannodes) là một phân loài của nai sừng tấm chỉ được tìm thấy ở California từ vùng đồng cỏ và vùng đầm lầy của Thung lũng trung tâm đến các ngọn đồi cỏ trên bờ biển. Tên loài có nguồn gốc từ Tule mà nó bắt nguồn từ những loại cỏ mọc ở vùng đầm lầy.

## Phân bố
Khi những người châu Âu đầu tiên đến vùng này thì ước tính có 500.000 nai sừng tấm Tule đi lang thang các khu vực này nhưng năm 1870 chúng đã được cho là tuyệt chủng. Tuy nhiên, trong giai đoạn 1874-1875 một cặp sinh sản duy nhất được phát hiện trong các đầm lầy của Tule Lake Buena Vista trong phía nam Thung lũng San Joaquin. Biện pháp bảo tồn đã được thực hiện để bảo vệ các loài trong những năm 1970. Ngày nay, dân số tự nhiên vượt quá 4.000. Nai sừng tấm Tule có thể được tìm thấy trong Di tích quốc gia đồng bằng Carrizo, thuộc Bờ biển Quốc gia Point Reyes, các phần của thung lũng Owens từ Lone Pine cho tới Coyote Ridge trong thung lũng Santa Clara, San Jose, California.

## Lịch sử
Sebastián Vizcaíno mô tả cảnh thăm dò về những con hươu này vào năm 1602 của ông về vùng Monterey, Trong số các loài động vật lớn, gấu và các động vật khác gọi là nai sừng tấm, từ đó họ làm cho áo jacket bằng da nai sừng tấm. Sự xuất hiện của người Tây Ban Nha trong những năm cuối thế kỷ 18 đưa gia súc và ngựa để các đồng cỏ của thung lũng trung tâm, cạnh tranh với các nai sừng tấm bản địa. Săn bắn không hạn chế giảm hơn nữa các đàn nai này. Vào thời gian săn nai sừng tấm đã bị cấm bởi cơ quan lập pháp nhà nước năm 1873, những con nai Tule được cho là đã tuyệt chủng.
Bá tước Henry Miller đã bảo vệ nai Tule sau khi một cặp đã được phát hiện trên trang trại của mình trong các đầm lầy gần Tule Lake Buena Vista bởi AC Tibbett năm 1874. Miller ra lệnh những bộ hạ của mình để bảo vệ nai sừng tấm và được ghi cho sự sống còn của các loài. Sau khi ông chết, trang trại lớn Miller-Lux đã được chia và các cuộc săn nai sừng tấm nối lại. Dân số đã giảm xuống còn 72 cá thể. Năm 1895, mất môi trường sống và săn trộm đã làm giảm dân số của chúng chỉ là 28 cá thể. Trong những năm sau đó, nai sừng tấm đã cấy 21 lần, mỗi lần thất bại là một nỗ lực.
Năm 1933, chủ trại Walter Dow mất một nhóm nhỏ của nai sừng tấm đã cho trang trại của mình trong Owens Valley, phía đông của Sierra Nevada. Mặc dù không có nguồn gốc môi trường sống cho nai sừng tấm, chúng phát triển mạnh. Trong cùng năm đó, Nhà nước đưa một đàn nhỏ tại Cache Creek. Đàn này đã không ở tình trạng tốt do điều kiện nhiều người nghèo. Đàn này có thể lai giống với những con nai sừng tấm núi Rocky đã được du nhập gần Mount Shasta.
Năm 1960, nhà nước đã tổ chức một buổi điều trần tại Owens Valley để xác định có bao nhiêu nai nên được phép sống ở đó. Họ quyết định nên bị săn nai sừng tấm để hạn chế số lượng của họ đến dưới 500 loài động vật. Thông qua những nỗ lực của California, ba bầy nai sừng tấm vĩnh viễn được thành lập ở California. Đến năm 1969, Cục Dự trữ Nhà nước Tupman (32), Cache Creek (80) và Owens Valley, Inyo County (300 nai sừng tấm) được đặt ra.
Một công dân từ Los Angeles, Beula Edmiston, thành lập một nhóm để cố gắng một chương trình bảo quản, nai sừng tấm. Sau hơn 10 năm vận động trên cả cấp liên bang và tiểu bang, trong năm 1971, California thông qua luật yêu cầu nai có thể không được săn bắn cho đến khi số lượng của chúng vượt 2.000 cá thể trên toàn tiểu bang hoặc cho đến khi nó có thể được xác định rằng môi trường sống thích hợp nai sừng tấm không còn tồn tại trong tiểu bang, và bắt buộc các cơ quan hữu quan California áp dụng lại nai vào cư trú trước kia bất cứ nơi nào có thể.
Năm 1976, Quốc hội Mỹ đã thông qua một nghị quyết trong đó nói 2000 nai sừng tấm Tule là một mục tiêu quốc gia phù hợp, và chỉ đạo cho các cơ quan liên bang để làm cho vùng đất liên bang dành cho bảo tồn nai sừng tấm Tule. Một Interagency Task Force của các đại diện từ các quốc gia Dịch vụ công viên, Dịch vụ Lâm nghiệp Mỹ, các lực lượng vũ trang, Cục Quản lý đất đai, Sở Công Viên và Giải Trí California, và các Sở California được chọn cho sự trở lại của nai sừng tấm Tule.
Một đàn được thành lập tại San Luis Wildlife Refuge vào năm 1974, và nai sừng tấm đã được du nhập tại Naval Weapons Station Concord trong năm 1977. Trong năm 1978, đàn nai đã được du nhập tại núi Hamilton tại Santa Clara County, Hồ Pillsbury ở Lake County, Jawbone Canyon ở Kern County, Point Reyes, khu quân sự Fort Hunter Liggett Reservation, và trại Roberts.

## Đặc điểm
Được coi là có kích thước nhỏ nhất của các loài hươu ở Bắc Mỹ, nai sừng tấm Tule là động vật móng guốc lớn chiếm ưu thế ở California trước khi sự xuất hiện của người Tây Ban Nha. Nó thường được mô tả như là phân loài nhỏ nhất của tất cả các nai sừng tấm Mỹ, với trọng lượng trung bình của con đực trưởng thành chỉ 450-550 lb (200-250 kg) và con cái trung bình 375-425 lb (170-193 kg). Mặc dù nai sừng tấm Tule đã được báo cáo như là một nửa kích thước của nai sừng tấm Roosevelt và đôi khi được gọi là nai sừng tấm lùn, biệt danh này có thể gây hiểu nhầm như kích thước nhỏ hơn của một số nai sừng tấm Tule có thể phản ánh dinh dưỡng kém của nai sừng tấm tồn tại bằng môi trường sống bên rìa như đầu nguồn sông Owens.
Hồ sơ nai sừng tấm bò gần đây trên đảo Grizzly trong Vịnh Suisun nặng tới 900 pound (410 kg). Đây là một kích thước tương tự như con nai đực Roosevelt có cân nặng từ 700 pounds (320 kg) và 1.100 pounds (500 kg). Có mô tả một nai sừng tấm từ Buttonwillow ở thung lũng San Joaquin, sân golf tại Monterey đã lên đến kích thước của một nai sừng tấm núi Rocky. Cũng thợ săn mô tả nai sừng tấm Tule trong những năm 1850 là không có sự khác biệt về kích thước giữa các nai sừng tấm và Oregon, Washington, Wyoming và Colorado nai sừng tấm, và cảm thấy chắc chắn rằng các con nai đực sẽ cân 700-800 pounds. Những con nai tơ tương tự như nai với bộ da màu nâu và đốm trắng.

## Bảo tồn
Nghiên cứu di truyền dựa trên DNA ti thể và hạt nhân khẳng định rằngnai sừng tấm Tule, nai sừng tấm Roosevelt và Nai sừng tấm núi Rocky cần được xem xét phân loài riêng biệt. Nghiên cứu DNA hạt nhân 2010 cho thấy năm alen tại một locus, chỉ ra rằng đã có một trong hai là một đột biến tại đây locus tiếp theo để các cặp sinh sản đơn báo cáo của Henry Miller và XIX hoặc có ba sống sót nai sừng tấm Tule tại nút cổ chai di truyền. Sebastián Vizcaino mô tả nhìn thấy nai nhân việc thăm dò năm 1602 của ông về khu vực Monterey. Sự xuất hiện của người Tây Ban Nha vào cuối thế kỷ 18 đã du nhập gia súc và ngựa vào đồng cỏ của miền Trung Valley, cạnh tranh với các nai sừng tấm bản địa. Săn bắn không hạn chế tiếp tục giảm đàn gia súc. Do thời gian săn nai sừng tấm đã bị cấm bởi cơ quan lập pháp nhà nước năm 1873, nai sừng tấm Tule được cho là đã tuyệt chủng.
Ông trùm gia súc California Henry Miller bảo vệ nai sừng tấm Tule sau khi một cặp được phát hiện trên trang trại của mình trong các đầm lầy gần Tule Lake Buena Vista năm 1874. Miller đã ra lệnh đàn ông tôi tớ của mình để bảo vệ nai sừng tấm và được ghi cho sự tồn tại của các phân loài. Sau khi ông chết, Miller -Lux trang trại lớn được chia và săn bắn nai sừng tấm trở lại. Dân số đã giảm xuống còn 72. Bởi năm 1895, mất môi trường sống và săn bắt trộm đã làm giảm dân số nai sừng tấm để chỉ có khoảng 28 cá thể. Trong những năm sau đó, nai sừng tấm đã được cấy ghép 21 lần, mỗi lần thất bại bất chấp nỗ lực. Năm 1933, trang trại Walter Dow đưa một nhóm nhỏ của nai sừng tấm cho trang trại của mình ở Thung lũng Owens, phía đông của Sierra Nevada. Mặc dù không có nguồn gốc môi trường sống cho nai sừng tấm nhưng chúng phát triển mạnh. Trong cùng năm đó, nhà nước đưa một đàn nhỏ tại Cache Creek. Đàn này đã không ở tình trạng tốt do điều kiện nhiều người nghèo. Đàn này có thể giao phối với nai sừng tấm núi Rocky đã được du nhập gần Mount Shasta.

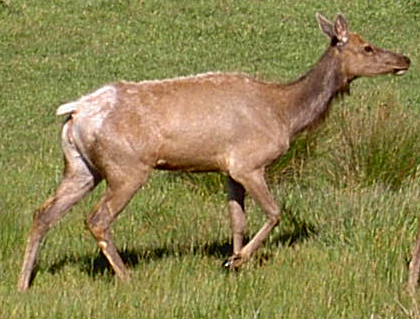
Một đàn nai sừng tấm lùn đang được bảo tồn

Năm 1960, nhà nước đã tổ chức một buổi điều trần trong Thung lũng Owens để xác định có bao nhiêu nai sừng tấm nên được phép sống ở đó. Họ quyết định nên bị săn nai sừng tấm để hạn chế số lượng của chúng đến dưới 500 loài động vật. Thông qua những nỗ lực của Sở Cá và game California, ba đàn nai sừng tấm thường trực đã được thành lập ở California. Năm 1969, Cục Dự trữ Nhà nước Tupman (32), Cache Creek và Owens Valley, Inyo County (300 nai sừng tấm) được đặt ra. Một công dân từ Los Angeles, Beula Edmiston, thành lập một nhóm để cố gắng một chương trình bảo quản cho nai sừng tấm. Sau hơn 10 năm vận động hành lang ở cả cấp liên bang và tiểu bang, trong năm 1971, California thông qua luật quy định nai sừng tấm có thể không được săn bắn cho đến khi số lượng của chúng vượt qua 2.000 cá thể trên toàn tiểu bang hoặc cho đến khi nó có thể được xác định rằng môi trường sống phù hợp nai sừng tấm không còn tồn tại trong tiểu bang, và bắt buộc California để du nhập lại các nai sừng tấm vào môi trường sống trước đây bất cứ nơi nào có thể.
Năm 1976, Quốc hội Mỹ đã thông qua một nghị quyết trong đó nói rằng 2000 nai sừng tấm Tule là một mục tiêu quốc gia thích hợp, và chỉ đạo các cơ quan liên bang để làm cho vùng đất liên bang có sẵn để bảo quản nai sừng tấm Tule. Năm 1986 dân số đã tăng lên hơn 2.000 cá nhân được phân phối trong số 22 người dân khắp tiểu bang California, chủ yếu là do các chương trình chuyển hướng thành công. Năm 1998, dân số nai sừng tấm Tule California vượt quá 3.200. Năm 2007, dân số toàn tiểu bang được ước tính khoảng 3.800. Hai cặp nai đực và tám cặo nai cái đã được chuyển từ Merced County, California để Tomales điểm vào điểm Reyes Bờ biển quốc gia trong tháng Ba, năm 1978. Các nai sừng tấm đã có dấu hiệu căng thẳng về dinh dưỡng bao gồm cả thiếu đồng hóa và dị hóa thường nhung vào mùa hè năm 1979 và hai cá thể nai sừng tấm đã chết. Giải thích có thể bao gồm sự thất bại để loại bỏ gia súc cho đến năm 1979 và thực tế là năm 1977 và 1978 là những năm hạn hán. Tỷ lệ sinh vẫn không đáng kể cho đến năm 1981
Một nghiên cứu gần đâycho thấy nai sừng tấm Tule xuất hiện để đóng một vai trò quan trọng trong việc ngăn ngừa tiếp của đồng cỏ mở cửa cho, các hệ sinh thái cây bụi chiếm ưu thế ít đa dạng. Cũng chăn thả nai sừng tấm đã có một tác động tích cực về sự phong phú các loài cỏ bản địa và đa dạng nhưng cũng dường như tăng sự phong phú và sự phong phú của một số loài kỳ lạ trong khi giảm Holcus lanatus cỏ ngoại lai xâm hại cao mà là một vấn đề lớn trong đồng cỏ lâu năm.